# Corpus archäologischer Quellen zur Frühgeschichte auf dem Gebiet der Deutschen Demokratischen Republik

Titelblatt

Das Corpus archäologischer Quellen zur Frühgeschichte auf dem Gebiet der Deutschen Demokratischen Republik (7. – 12. Jh.) wurde erarbeitet vom Zentralinstitut für Alte Geschichte und Archäologie der Akademie der Wissenschaften der DDR und von Joachim Herrmann und Peter Donat im Berliner Akademie Verlag in mehreren Lieferungen mit je einem Textband und einem Tafelteil herausgegeben. Dabei folgte die Gliederung der politischen Einteilung der DDR in Bezirke und Kreise:
1. Lieferung: Bezirke Rostock (Westteil), Schwerin und Magdeburg. 1973
2. Lieferung: Bezirke Rostock (Ostteil), Neubrandenburg. 1979
3. Lieferung: Bezirke Frankfurt, Potsdam, Berlin. 1979
4. Lieferung: Bezirke Cottbus, Dresden, Karl-Marx-Stadt, Leipzig. 1985
5. Lieferung: Bezirke Halle, Gera, Erfurt, Suhl. (nicht mehr erschienen)

Für die Vollständigkeit der Materialaufnahme sowie die Auswertung und Aufbereitung aller vorhandenen Unterlagen waren die wissenschaftlichen Bearbeiter verantwortlich, die am Ende jeder Einzeldokumentation namentlich ausgewiesen wurden. Dabei wurden sie unterstützt von den Direktoren der Museen für Ur- und Frühgeschichte, den Direktoren von Kreis- und Heimatmuseen und von den ehrenamtlichen Bodendenkmalpflegern.